# Hokke-ji (Gifu)
Le Hokke-ji (法華寺) est un temple bouddhiste de l'école Shingon situé à Gifu, préfecture de Gifu au Japon. Bien que son nom officiel est Hokke-ji, il est plus connu par son nom officieux,Mitahora Kōbō (三田洞弘法).
Installé sur les contreforts du mont Dodo, plus haute montagne de la ville de  Gifu, c'est le 15e des trente-trois Kannon de Mino.

## Histoire
Le temple est construit en 816 par Kūkai à la demande de l'empereur Saga. Le nom posthume de Kūkai est « Kōbō Daishi » (弘法大師), origine de l'autre nom du temple.
Réduit en cendres par un incendie en 1620, le Hokke-ji est reconstruit en 1623. Soixante-et-un ans plus tard, en 1684, il est déplacé à son emplacement actuel.